# En Marea
En Marea és una coalició electoral d'esquerres creada per presentar-se a les eleccions generals espanyoles de 2015 a les quatre circumscripcions de Galícia. Està formada per Podemos Galicia, Anova-Irmandade Nacionalista, Esquerda Unida, Marea Atlántica, Marea Pontevedra, Compostela Aberta, Ferrol en Común, Encontro por unha Marea Galega i Ourense en Común.
Els caps de llista pel Congrés dels Diputats van ser Antón Gómez-Reino per la província d'A Coruña, Miguel Anxo Fernán-Vello per la de Lugo, David Bruzos Higuero per la d'Ourense i Alexandra Fernández Gómez per la de Pontevedra.
En Marea va obtenir 6 escons al Congrés dels Diputats (de 23 possibles) i 2 senadors, amb 408.370 vots. Per partits, dos diputats eren d'Anova, dos diputats i un senador de Podemos, un diputat i un senador d'Esquerda Unida i un diputat d'Ourense en Común.
A les eleccions al congrés del 26 de juny de 2016 es va obtenir 5 diputats i a les eleccions d'abril de 2019 després de la ruptura amb Podem, només va aconseguir 17.899 vots (1,09 a Galícia, i un 0,07% en el total espanyol). Finalment, va decidir no presentar-se a les eleccions de novembre de 2019.
En els eleccions autonòmiques gallegues de 2016, encapçalada per Luís Villares Naveira, fou segona força amb 271.418 vots, el 19,07%, obtenint 14 diputats.
Després de la ruptura, dues candidatures sorgides del mateix espai es presentaren a les eleccions autonòmiques de 2020. En Marea - Compromiso por Galicia - Partido Galeguista - Marea Galeguista obtenia només un 0,2% dels vots, mentre que la coalició Galiza en Comun–Anova–Mareas obtingué el 3,94%, amb cap diputat.